# Glömda landet

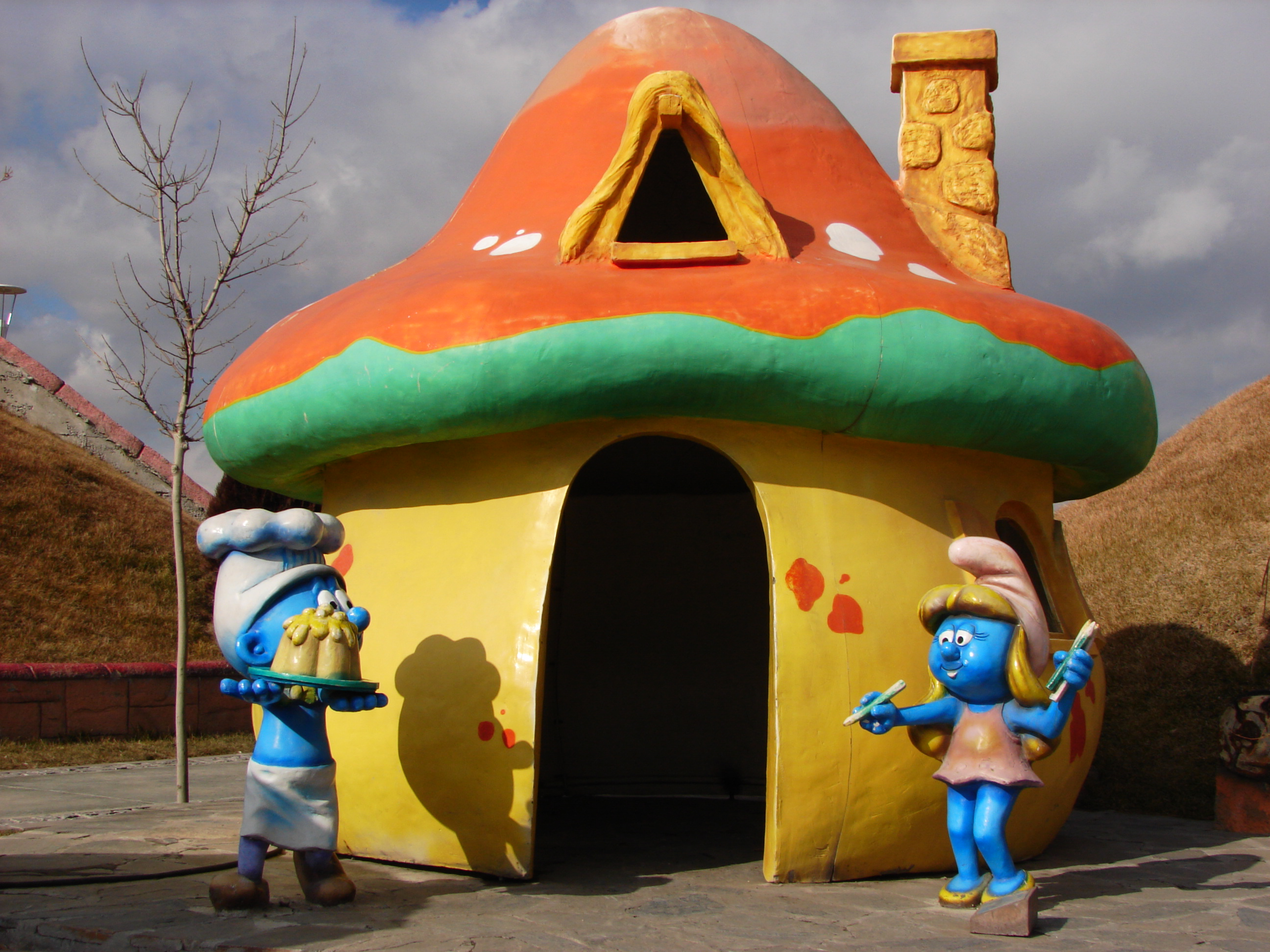
Två smurfar, varav en är Smurfan, framför ett av husen i Smurfbyn. Bilden är tagen i en nöjespark i Ankara.

Glömda landet (franska: Le pays maudit, på svenska ofta Glömda Landet eller Det glömda landet) är dels namnet på Smurfarnas hemvist, dels ett äventyr i serien Johan och Pellevin.

## Seriealbum
Det glömda landet är titeln på ett Johan och Pellevin-album där smurfarna figurerar som bifigurer. Det är det tolfte albumet i serien men nummer sju i den svenska albumföljden.

## Smurfarnas land och Smurfbyn

### Plats
Då smurfarna 1958 först framträdde i Johan och Pellevin-äventyret Den förtrollade flöjten, berättades det att de bodde i en otillgänglig del av världen kallad Det glömda landet (Le pays maudit i original). Johan och Pellevin nådde landet med magisk transport tack vare sin vän, trollkarlen Homnibus. I det senare äventyret Det glömda landet var de tvungna att färdas dit till fots, och forcerade då snårskogar, träsk, en stekande öken och ett alpliknande berg för att komma dit. Smurfarna själva flyger ofta med storkar för att färdas längre sträckor.

### Byn med omgivningar
Smurfbyn består av ett antal svampliknande hus. Husen kan se likadana ut på utsidan, men inuti präglas de av ägarens personlighet. I Johan och Pellevin-äventyren ligger byn mitt i ett kargt och öde klipplandskap, medan det i Smurfserien är tydligt att den omges av en stor skog, bördiga områden och en mindre flod (på visst avstånd från havet).
Vid byn finns en damm med bland annat grodor. Den fryser till vintertid.

### Gargamel och andra hot
Den onde trollkarlen Gargamel bor i ett hus i skogen i närheten av byn, men eftersom det är närmast omöjligt att hitta dit utan hjälp av en smurf, lever smurfarna relativt skyddade där de bor. Vid enstaka tillfällen har andra hot såsom förslavaren Morulf och jätten Klosso hittat dit.

### Den yttre världen
I senare äventyr (framförallt efter smurfarnas skapare Peyos död) interagerar smurfarna mer ihop med människornas värld. Invånare från den yttre världen (skogshuggare, Homnibus, hundvalpen Smulan, mäster Ludovic med flera) dyker numera då och då upp i Glömda Landet – ibland rentav i Smurfbyn.